# CTT (Portugal)
CTT - Correios de Portugal (en español: «Correos de Portugal»), más conocida como CTT, es la empresa que gestiona el servicio postal de Portugal.
La compañía cuenta a día de hoy con servicios de correo postal, mensajería, pago electrónico y banca privada a través de distintas filiales. Desde su fundación en 1520 se ha ocupado del desarrollo de las telecomunicaciones en Portugal. Aunque ha sido un servicio público durante más de cinco siglos, en 2014 fue privatizada como consecuencia del rescate financiero del país.
El acrónimo CTT proviene del antiguo nombre de la administración postal: Correios, Telégrafos e Telefones («Correos, Telégrafos y Teléfonos»). Esta marca fue utilizada también por los servicios postales de las antiguas colonias portuguesas, pero a día de hoy solo la comparte con el servicio postal de Macao.

## Historia

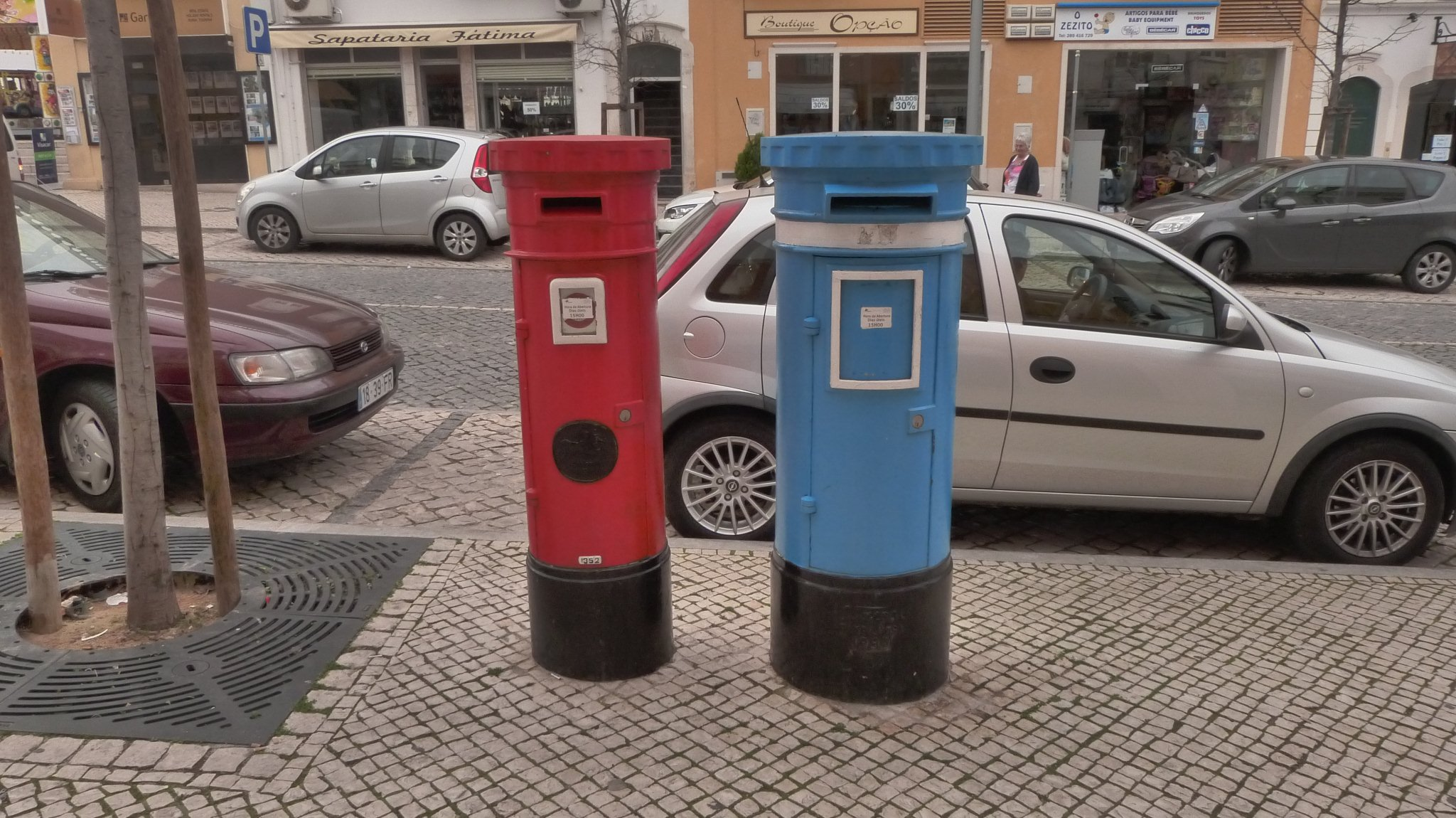
Buzones portugueses: rojo para el correo ordinario y azul para el correo urgente.

Los orígenes de CTT se remontan a 1520, año en que el rey Manuel I de Portugal aprobó la creación del primer servicio postal de Portugal y el resto del imperio. Después de tres siglos vinculado directamente a la Casa Real de Portugal, en 1799 quedó bajo control de la administración pública. Finalmente, en 1880 se llevó a cabo la creación del «Departamento de Correos, Telégrafos y Faros».
Poco después de proclamarse la Primera República Portuguesa, el nuevo gobierno dotó al servicio postal de autonomía financiera y administrativa, organizando para ello la «Administración General de Correos, Telégrafos y Teléfonos» (CTT). Llegó incluso a ocuparse de las emisiones en pruebas de radio desde 1930 hasta 1935.
En 1969 el gobierno transforma a CTT en una empresa estatal bajo la marca «CTT Correios e Telecomunicações de Portugal», que asumía el servicio postal nacional y parte del teléfono. En ese último apartado, el Estado creó dos empresas telefónicas: TLP para Lisboa y Oporto, y CTT en el resto del país. La situación se mantuvo hasta 1992: CTT fue transformada en una sociedad anónima que asumía en exclusiva el servicio postal, mientras que todas las telecomunicaciones fueron traspasadas a una nueva empresa, Portugal Telecom.
Como consecuencia del rescate financiero de 2011, Portugal llevó a cabo la privatización total de CTT. En diciembre de 2013 se deshizo del 68,5% de las acciones por un total de 580 millones de euros, y en septiembre de 2014 vendió el 31,5% restante por 343 millones de euros. En 2015 la empresa se expandió al sector bancario con la apertura del Banco CTT.

## Servicios
El grupo CTT está formado por las siguientes empresas:
- CTT — servicio postal universal.
- CTT Expresso — servicios de correo urgente, mensajería y transporte ferroviario de mercancías.
- Banco CTT — banca privada con sucursales en las oficinas postales. Este servicio se puso en marcha en 2015.[4]
- Payshop — pago electrónico de servicios.
- CTT Express (anteriormente Tourline Express) — empresa española de mensajería y transporte de correo urgente. Fue fundada en 1996 y pertenece al grupo CTT desde 2005.[6]
- Express2ME — Envíos desde España directamente a Portugal. Compra online en España, entrega en el almacén internacional y reenvío al domicilio en Portugal o a un Punto CTT de elección.[7]

Entre 2007 y 2018 la empresa gestionó también la empresa Phone-ix, un operador móvil virtual que utilizaba la red móvil de MEO.